# Narayanganj (stad)
Narayanganj is een stad in Bangladesh. De stad is de hoofdstad van het district Narayanganj. Bij de volkstelling van 2022 had de stad 1.980.095 inwoners. In het noorden is de stad vastgegroeid aan de hoofdstad Dhaka.